# Chirvan (province)
Pour les articles homonymes, voir Chirvan.

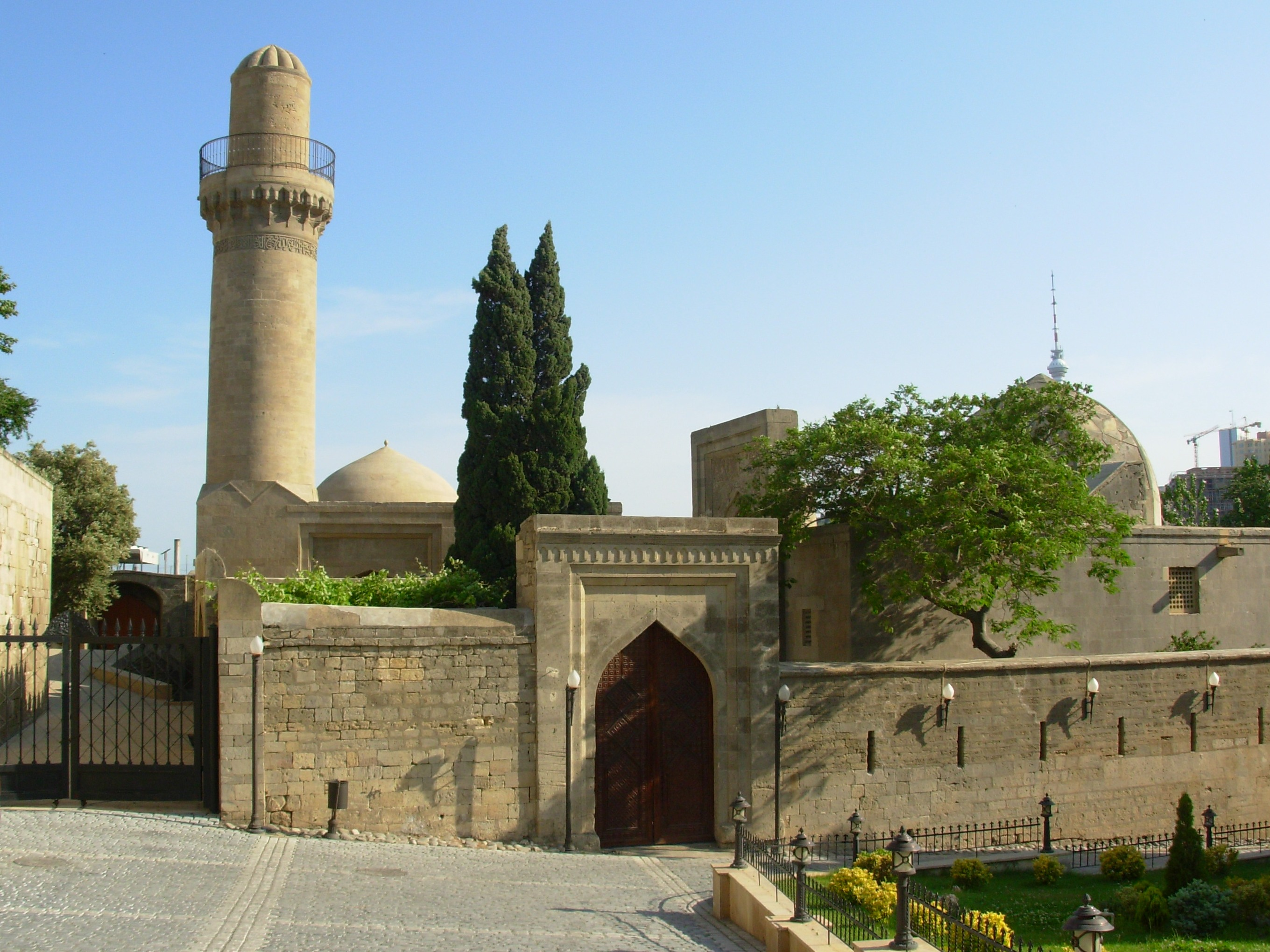
Palais des Chirvanchahs à Bakou.

Le Chirvan, Shirvan, Shirwan ou Sharwan (en persan : شیروان, šīrwān ; en azéri : Şirvan) est une province de la Transcaucasie médiévale située dans l'actuel Azerbaïdjan avec comme capitale historique la ville de Chamakhi (Şamaxı).

## Géographie
La région du Chirvan est centrée sur la plaine du Chirvan au nord de la Koura et à l'ouest de la mer Caspienne. Elle est contiguë de la région de la province de l'Arran située entre la Koura et l'Araxe qui a fait un moment partie du royaume des Chirvanchahs. Au nord, le territoire s'est étendu jusqu'à la ville de Derbent appelée Portes de la Caspienne ou Bāb al-ʾAbwāb (en arabe : باب الأبواب, bāb al-ʾabwāb, « la porte des portes ») par les Arabes.
La région a une industrie et une agriculture bien développées. La centrale hydroélectrique de Mingachevir est dans la région. Elle produit du coton, du raisin et des fruits. La viticulture est pratiquée aux environs de Chamakhi où on produit des vins de qualité. Les meilleures variétés de grenades sont cultivées autour de Göyçay.

## Histoire

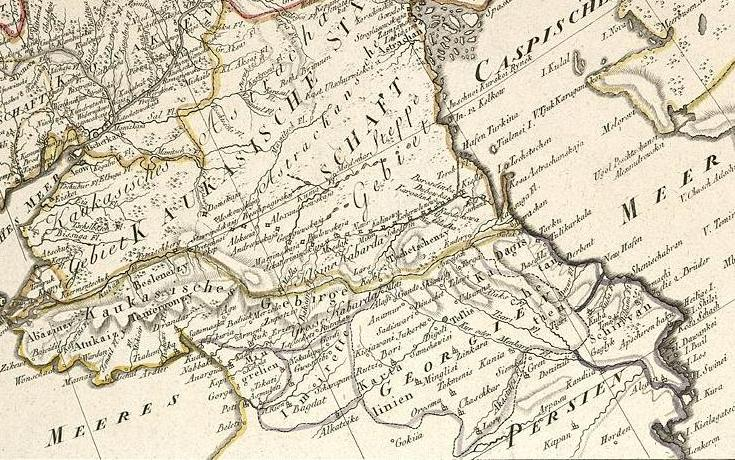
Carte générale de l'Empire russe (extrait) avec, au sud-est, le Chirvan (Schirvan). Carte de Franz A. Schraembl, 1792.

Au VIIIe siècle, pendant le califat abbasside, la région est dirigée par des vassaux des Abbassides portant le titre royal de chah du Chirvan ou chirvanchah qui date de l'époque sassanide. Elle constitue en quelque sorte la frontière du monde musulman de l'époque.
Après la mort du calife Al-Mutawakkil (861), la principauté prend plus d'indépendance et ses gouverneurs reprennent le titre de chirvanchah. Cette dynastie parvient à se maintenir jusqu'à la fin du XVe siècle et à la conquête par le souverain séfevide Ismail Ier pendant l'été 1500.
À la suite de la guerre russo-persane de 1722-1723, le traité de paix de Saint-Pétersbourg, tout le pourtour de la Caspienne, Derbent, Bakou et les provinces perses du Chirvan, du Gilan, du Mazandaran et de l'Astrabad (Gorgan), passent provisoirement dans l'Empire russe.
Après la mort de Nader Shah en 1747 le Chirvan devient un khanat. Le dernier khan de Chirvan, Mostafa, accepte la suzeraineté russe en 1806. En 1820 il s'enfuit en Iran et le khanat est annexé définitivement à l'Empire russe. Plus tard, Mostafa Khan obtient son pardon ; il revient en Russie et meurt à Elisavetpol en 1835.

### Article lié
- Chirvanchah
- Khanat de Chirvan
- Gouvernement de Bakou